# Byfield-Nationalpark
Der Byfield-Nationalpark (englisch Byfield National Park) ist ein Nationalpark im Südosten des australischen Bundesstaates Queensland.

## Lage
Er liegt 60 Kilometer nordöstlich von Rockhampton an der Capricorn Coast. Ein kleiner Teil des Parks liegt abgetrennt vom Rest am südlichen Ufer der Corio Bay.

## Geländeformen
Im Südteil des Parks beherrschen riesige, parabolische Sanddünen das Bild. Die ältesten liegen bereits fünf bis sechs Kilometer landeinwärts. Den Nordteil nehmen die Gipfel von The Peaks und des Mount Atherton ein. Der Park ist zudem berühmt für seine langen Strände.

## Flora und Fauna
Küstenheideland ist typisch für diesen Nationalpark. Es findet sich aber auch lichter Eukalyptuswald. Dort kann man verschiedene Arten von Zugvögeln und anderen Vögeln beobachten.

## Einrichtungen
Im Park gibt es Wanderwege. Der Strand darf an gekennzeichneten Stellen mit Allradfahrzeugen befahren werden. Zelten ist im Park an drei Stellen erlaubt.

## Zufahrt
Der Nationalpark ist nur über eine 41 Kilometer lange Nebenstraße von Yeppoon aus zu erreichen. Die Nutzung eines allradgetriebenen Fahrzeuges wird angeraten. Bei Regenwetter kann diese Straße unpassierbar sein. Die Strände sind auch von See her mit dem Boot erreichbar.